# Comadre (manzana)
Comadre de Ademuz es el nombre de una variedad cultivar de manzano (Malus domestica). Esta manzana está cultivada en diversos viveros entre ellos algunos dedicados a conservación de árboles frutales en peligro de desaparición. Esta manzana es originaria de la  Comunidad Valenciana  concretamente en el Rincón de Ademuz, donde tuvo su mejor época de cultivo comercial en la década de 1960, y actualmente en menor medida aún se encuentra.

## Sinónimos
- "Poma Comadre",[5]
- "Manzana Comadre de Ademuz",[7][8]
- "Manzana comadre de Rincón de Ademuz".

## Historia
"Comadre de Ademuz" es una variedad de la Comunidad Valenciana (Rincón de Ademuz), cuyo cultivo conoció cierta expansión en el pasado, siendo una de las variedades de las consideradas difundidas, clasificándose en esta manera, pues en las distintas prospecciones llevadas a cabo por las provincias españolas, se registraron repetidamente y en emplazamientos diversos, a veces distantes, sin constituir nunca núcleos importantes de producción. Eran variedades antiguas, españolas y extranjeras, difundidas en el pasado por los viveros comerciales y cuyo cultivo se ha reducido a huertos familiares y jardines privados.

## Características
El manzano de la variedad 'Comadre de Ademuz' tiene un vigor Medio; florece del 1 al 18 de abril; tubo del cáliz medio o pequeño, en forma de embudo con tubo estrecho, corto o largo, a veces fusiforme, estambres situados bajos.
La variedad de manzana 'Comadre de Ademuz' tiene un fruto de tamaño grande a medio; forma más alta que ancha, cilíndrica, ovoide o tronco-cónica, aunque esta última forma no es tan frecuente, presenta contorno irregular, tangente inclinada en su base; piel lisa y fuerte, levemente untuosa; con color de fondo amarillo verdoso, sobre color leve, siendo el color del sobre color rosa cobrizo, siendo su reparto en ligero lavado, acusa lenticelas abundantes, uniformemente repartidas y de color blanquinoso más o menos visible, y una sensibilidad al "russeting" (pardeamiento áspero superficial que presentan algunas variedades) muy débil; pedúnculo medianamente grueso o fino, longitud del pedúnculo corto, anchura de la cavidad peduncular media con bordes irregulares y algunas veces marcadamente rebajados de un lado quedando la tangente inclinada, profundidad de la cavidad pedúncular profunda, fondo limpio de color verdoso, e importancia del "russeting" en cavidad peduncular con suave chapa ruginosa; profundidad de la cavidad calicina de variada profundidad, anchura de la cav. calicina más bien estrecha con borde que presenta ondulaciones leves o marcadas, a veces más levantado de un lado, importancia del "russeting" en cavidad calicina ausente; ojo medio, cerrado o semicerrado; sépalos largos y un poco finos, separados en su base, pocas veces juntos, puntas vueltas hacia fuera, verdosos y tomentosos.
Carne de color blanco con fibras verdosas o amarillas; textura dura, crujiente, y jugosa; sabor característico de la variedad, dulce o ligeramente acidulado; corazón bulbiforme generalmente sólo enmarcado por un lado. Eje abierto, cóncavo. Celdas de forma alargada. Semillas pequeñas, alargadas y puntiagudas.
La manzana 'Comadre de Ademuz' tiene una época de maduración y recolección tardía, se recoge desde finales de octubre hasta mediados de noviembre, madura en el invierno, y de larga duración, aguantan hasta el verano siguiente. Se usa como manzana de mesa fresca.